# Studio di settore
Gli studi di settore sono uno strumento che il fisco italiano utilizza per rilevare i parametri fondamentali di liberi professionisti, lavoratori autonomi e imprese.
La parte principale consiste nella raccolta sistematica dei dati che caratterizzano l'attività e il contesto economico in cui opera l'impresa, allo scopo di valutare la sua capacità reale di produrre reddito e sono impiegati per l'accertamento induttivo degli esercenti arti e professioni e imprese.

## Disciplina normativa
L'introduzione in Italia è avvenuta con decreto legge 30 agosto 1993 n. 331, convertito con modificazioni dalla legge 29 ottobre 1993 n. 427, a partire dal 30 agosto 1993 e si è, di anno in anno, arricchita di nuove tabelle relative alla grande maggioranza dei settori di attività.
Per consentire ai contribuenti e ai consulenti fiscali di gestire la varietà e la complessità dei dati richiesti per ciascun tipo di studio di settore, ogni anno viene messa a disposizione una procedura informatica, gestita da un particolare software detto Gerico (Ge.Ri.Co.).

## Suddivisioni
Gli studi di settore sono suddivisi in quattro grandi macroaree:
- Servizi (TG, UG, VG)
- Commercio (TM, UM, VM)
- Manifatture (UD, VD)
- Professionisti (TK, UK, VK)

Ciascuna serie di tabelle è contraddistinta da un codice di cinque caratteri che permette di raccordare ciascun codice delle attività economiche (Ateco 2007) allo studio di settore relativo. I primi due caratteri sono quelli sopra riportati, il primo fornisce un'indicazione "temporale" dello studio di settore, il secondo identifica la macroarea di riferimento.

## Elaborazione degli studi di settore
Gli studi di settore sono costruiti secondo un procedimento statistico che viene verificato e approvato, prima dell'entrata in vigore, dalla cosiddetta Commissione degli Esperti, un organismo formato da rappresentanti dell'Agenzia delle entrate e del Ministero dell'economia e delle organizzazioni di categoria.
Il procedimento si articola essenzialmente in queste fasi:
- raccolta di elementi quantitativi e qualitativi su una determinata attività;

- individuazione di modalità omogenee di svolgimento della stessa (cluster)
- determinazione dei ricavi presunti dell'attività.

La prima fase di raccolta dei dati avviene in occasione dell'introduzione di un nuovo studio di settore o di aggiornamento di uno studio esistente. Ai contribuenti sono inviati appositi questionari con richiesta di informazioni sull'attività svolta, sia di tipo contabile che organizzativo. Se esiste già uno studio di settore, nell'aggiornamento sono utilizzati anche i dati trasmessi dai contribuenti nella compilazione dello studio stesso. È previsto lo scarto dei dati relativi ad attività assolutamente anomale, che possono pregiudicare l'affidabilità del campione.
La seconda fase consiste nell'individuare all'interno dello studio di settore per una determinata attività, modalità di svolgimento della stessa il più possibile omogenee tra loro. L'esame dei dati raccolti viene effettuato attraverso una tecnica statistica denominata analisi delle componenti principali, che consente di individuare le variabili più importanti per la formazione dei cluster. In seguito viene applicata l'analisi dei cluster, consentendo di ottenere modelli omogenei di svolgimento delle attività. Ad esempio lo studio di settore per i bar identifica 18 cluster.
La terza fase consiste nel determinare una funzione di stima dei ricavi presunti. Tale funzione all'interno di ciascuno studio è diversa per ogni cluster. Viene utilizzata una tecnica statistica denominata regressione multipla, in base alla quale poste come variabili indipendenti i dati strutturali e contabili dell'attività e come variabile dipendente i ricavi, è possibile determinare la funzione che stima questi ultimi con un grado di errore trascurabile.

## Esito dell'applicazione dello studio di settore
Dopo che il contribuente ha compilato e trasmesso in allegato ad Unico l'apposito modello sugli studi di settore (sono dei moduli in cui il contribuente indica il valore di parametri prestabiliti quali numero di dipendenti, dimensione dei locali ecc; i parametri cambiano da studio a studio, ovvero esistono differenti modelli quanti sono gli studi).
L'applicazione Gerico fornisce immediatamente l'esito del calcolo relativamente a:
- cluster di riferimento
- coerenza economica
- normalità economica
- congruità

### Cluster di riferimento
Attraverso un'ulteriore tecnica statistica, denominata analisi discriminante, ciascun contribuente viene assegnato al cluster, più simile alla propria realtà.
L'esito dell'analisi è visto in termini di probabilità: Gerico fornisce la probabilità che un contribuente rientri in un certo cluster. Frequentemente, può risultare che un contribuente abbia una probabilità di appartenere a più cluster (ad esempio il 30% di appartenenza al cluster 1 e il 70% di appartenenza al cluster 7). In tale circostanza le successive analisi vengono ponderate in base alla probabilità di appartenenza.

### Coerenza economica
L'analisi della coerenza economica confronta il valore di alcuni indici, calcolati sui dati dichiarati dal contribuente, con valori ritenuti coerenti per il cluster considerato. Ad esempio per l'indice di coerenza ricarico è previsto un valore minimo e massimo. I contribuenti che si collocano nell'intervallo sono ritenuti coerenti. Le posizioni non coerenti possono essere utilizzate dagli uffici ai fini della selezione dei contribuenti da sottoporre ad eventuali controlli.

### Congruità
L'analisi di congruità mira alla stima di un ricavo presunto, risultante dall'applicazione della funzione di regressione alle variabili indicate dal contribuente.
Trattandosi di un calcolo statistico Gerico indica:
- il ricavo puntuale, ritenuto come il valore più probabile stimato;
- l'intervallo di confidenza, ovvero sia un valore minimo (indicato come ricavo minimo) e massimo (che non viene indicato), la cui media è il ricavo puntuale. È considerato probabile al 99,99% che il ricavo del soggetto considerato ricada nell'intervallo di confidenza.

Il contribuente deve confrontare i propri ricavi con quelli presunti, ritenendosi:
- congruo, se i ricavi dichiarati sono superiori al puntuale;
- non congruo, se i ricavi sono inferiori al puntuale.

In tale caso, potrebbe essere sottoposto a controllo e l'ufficio potrebbe contestargli l'omessa indicazione dei ricavi “mancanti” per arrivare al puntuale. Il contribuente ha la possibilità di un adeguamento spontaneo in dichiarazione, portando l'importo dichiarato a coincidere con quello del ricavo puntuale stimato dagli uffici finanziari; tale possibilità implica però il pagamento di una maggiorazione pari al 3% della differenza tra il valore puntuale e il valore inizialmente dichiarato, maggiorazione non dovuta nel caso in cui tale differenziale sia inferiore al 10% dei ricavi e compensi o nel caso in cui lo studio di settore sia stato appena introdotto o se siamo nel primo anno di aggiornamento dello stesso.
Si noti che il contribuente non congruo, potrebbe avere ricavi che sono superiori al ricavo minimo e che quindi rientrano nell'intervallo di confidenza.
In tal caso, pur restando la possibilità di controllo, agli uffici finanziari è stato suggerito di privilegiare altre posizioni, data l'elevata probabilità di attendibilità dei ricavi dichiarati.

### Normalità economica
L'analisi di normalità economica, introdotta inizialmente in via sperimentale dall'anno 2006 poi in via definitiva, mira ad individuare alcuni indicatori (cosiddetti INE, indicatori di normalità economica), i cui valori anomali possono far pensare ad un'attività svolta in condizioni “non normali” o ad una non corretta compilazione dello studio di settore.
Analogamente agli indicatori di coerenza, per ciascun cluster sono definiti un valore minimo e massimo di ciascun INE, previsto dallo studio. Secondo le indicazioni di ciascuna nota tecnica dello studio di settore, un valore dell'indice al di sopra del massimo o al di sotto del minimo (a seconda, non necessariamente entrambi) è da considerare non normale rispetto al cluster considerato.
La situazione di non normalità è risolta, poiché ciascun INE prevede, sulla base di una specifica formula, che in caso di non normalità, siano presunti dei maggiori ricavi rispetto a quelli di congruità, stimati dalla funzione di regressione.
Ad esempio si supponga che l'incidenza del costo dei beni strumentali sul loro valore sia considerata normale fino a 0,20. Se il valore calcolato è 0,30, questo vuol dire che il contribuente sostiene costi per beni strumentali superiori alla norma e conseguentemente si presume che egli ottenga dei maggiori ricavi.
I ricavi presunti in base agli INE (si noti che possono esistere più INE non normali e ciascuno determina un maggiore ricavo), vanno sommati al ricavo puntuale.
Per gli studi di settore che prevedono INE “definitivi”, il contribuente per essere congruo deve dichiarare ricavi pari a: ricavo puntuale + ricavi presunti da INE.
Per l'anno d'imposta 2006 e per gli studi che ancora prevedono gli INE “sperimentali” si ritiene congruo un ricavo superiore al più alto tra:
- ricavo puntuale, senza tener conto degli INE;
- ricavo minimo aumentato dei ricavi derivanti dagli INE.